# Tupanciretã (kommun)
Tupanciretã är en kommun i Brasilien.   Den ligger i delstaten Rio Grande do Sul, i den södra delen av landet, 1 600 km söder om huvudstaden Brasília. Antalet invånare är 22 286.
Följande samhällen finns i Tupanciretã:
- Tupanciretã

Trakten runt Tupanciretã består till största delen av jordbruksmark. Runt Tupanciretã är det glesbefolkat, med 16 invånare per kvadratkilometer.